# День первый (Одни из нас)
«День первый» (англ. Day One) — четвёртый эпизод второго сезона американского постапокалиптического телесериала «Одни из нас». Сценарий к эпизоду написал соавтор сериала Крэйг Мэйзин, а его режиссёром стала Кейт Херрон. Премьера эпизода состоялась 4 мая 2025 года на канале HBO. Эпизод рассказывает о первом дне Элли (Белла Рамзи) и Дины (Изабела Мерсед) в Сиэтле, где они ищут Эбби, члена Вашингтонского освободительного фронта (ВОФ), которая убила Джоэла. В эпизоде также представлен лидер ВОФ Айзек (Джеффри Райт), который присоединился к группе после того, как дезертировал из правительственного агентства.
Эпизод адаптирует и расширяет несколько сцен из видеоигры The Last of Us Part II (2020), на которой основан этот сезон. Исполнение Элли песни группы A-ha «Take On Me» было адаптировано непосредственно из игры; Мэйзин и Херрон считали это одной из самых важных сцен. Аналогичная значимость придавалась интимным сценам между Элли и Диной, которые в игре происходили пораньше. Критики высоко оценили режиссуру, операторскую работу, сценарий и актёрскую игру Рамзи и Мерсед. На линейном телевидении эпизод посмотрели 774 000 зрителей.

## Сюжет
В 2018 году сержант Федерального агентства по урегулированию стихийных бедствий (FEDRA) Айзек Диксон отчитывает свою команду за насмехание над мирными жителями, которых они донимали. Они сталкиваются с группой из Вашингтонского освободительного фронта (ВОФ) во главе с Ханрахан. Айзек убивает свой отряд, пощадив лишь идеалиста Бёртона, и раскрывает свою преданность ВОФ. Одиннадцать лет спустя Айзек, ныне лидер ВОФ, допрашивает Серафита о местонахождении его группы, пытая его раскалённой сковородой. Поняв, что Серафит скорее позволит пытать себя, чем расскажет правду, Айзек убивает его. Бёртон, стоящий на страже снаружи вместе с другим членом ВОФ, говорит, что он это заслужил.
Элли и Дина начинают свой первый день исследования Сиэтла в поисках Эбби, при этом Дина тайком проходит тест на беременность. В Капитолийском холме они натыкаются на последствия конфликта между FEDRA и ВОФ. Решив продвигаться дальше ночью, они укрыться в музыкальном магазине, где Элли находит гитару и исполняет для Дины песню группы A-ha «Take On Me».
Этой же ночью, проходя по бывшей телевизионной станции, они натыкаются на тела нескольких солдат ВОФ, которых жестоко выпотрошили Серафиты, от чего Дину снова тошнит. Уклоняясь от приближающегося отряда ВОФ, Элли и Дина убегают через метро, где отряд ВОФ случайно привлекает заражённых и погибает. Элли даёт одному из заражённых укусить её за руку, чтобы спасти Дину, прежде чем им вместе удастся сбежать в заброшенный театр. Огорчённая Дина готовится застрелить Элли, но Элли раскрывает правду о своём иммунитете и предлагает ей спать в изоляции, чтобы доказать, что она не поменяется.
Когда Дина окончательно убеждается, что у Элли иммунитет, она признаётся, что беременна. Под влиянием эмоционального накала между ними, они впервые занимаются сексом, наконец-то консуммируя реализуя чувства друг к другу. На следующее утро Дина признаётся, что отцом её ребёнка является Джесси, однако добавляет, что она хочет иметь будущее и семью вместе с Элли, которая отвечает ей взаимностью. Затем они вдвоём подслушивают разговор по рации о том, что члены ВОФ, в том числе подруга Эбби Нора, базируются в больнице Лэйкхилл. Элли предлагает Дине остаться позади и защищать свою беременность, но Дина настаивает на том, чтобы идти дальше с Элли.

## Производство

### Разработка и сценарий
Сценарий к «Дню первому» написал соавтор сериала «Одни из нас» Крэйг Мэйзин, а его режиссёром стала Кейт Херрон. Херрон является фанаткой игр, на которых основан сериал, поскольку она играла в них во время локдаунов из-за COVID-19. Она обратилась к шоураннерам в надежде поработать над сериалом. Её друг Эбен Болтер, который работал оператором-постановщиком в первом сезоне, «замолвил за неё словечко». Херрон была рада возможности поговорить с со-шоураннером Нилом Дракманном, который был со-режиссёром и со-сценаристом игр, даже если ей и не досталась бы эта работа. Она подумывала прийти на встречу с ним и Мэйзином в Zoom в образе Элли. Она рассказала им о своей любви к играм и сериалу, и позже они попросили её снять один из эпизодов. Она чувствовала, что ей достался эпизод «День первый» потому, что она «много говорила об Элли и Дине». Херрон понравились тональные изменения в эпизоде, как например обсуждение радужных флагов непосредственно перед тем, как натолкнуться на сгоревший танк. Она сравнила тональные изменения с музыкальной гаммой, чувствуя, что некоторые сцены подготавливают к другим — например, от сцены в Капитолийском холме к сцене в музыкальном магазине, или сцена в телестудии к сцене в метро — тогда как другие полностью меняют тональность, например во время сцены допроса Айзеком. Для съёмок последней также присутствовал координатор интимных сцен.
Начальная сцена эпизода с солдатами FEDRA была вдохновлена «окружающим повествованием» из игры The Last of Us Part II (2020), на которой основан второй сезон; игрок может обнаружить сгоревший танк и записки, свидетельствующие о том, что некоторые солдаты FEDRA начали дезертировать.:2:17 Херрон чувствовала, что акцентирование внимания на новобранце Бёртоне, который задаёт вопросы, может помочь зрителям лучше понять поведение солдат. Сценаристов заинтриговало сходство между Элли и Серафитами, поскольку в обоих случаях они пытаются уважать и защищать умерших личностей: у Элли это с Джоэлом, а у Серафитом — со своим Пророком. Дракманн чувствовал, что со временем умершие становятся превратились из реальных людей в нечто вроде идеи.:10:14 Сцены на телевизионной станции были вдохновлены стелс-геймплеем игры; Мэйзин показал художнику постановщику Дону Макоули игровую локацию в качестве ориентира перед тем, как построить декорации, так как он хотел воспроизвести элементы геймплея.:26:42 Подвешенные на тросах каскадёры были использованы, чтобы показать висящие тела.:7:07 Херрон решила, что то, что действие сцены происходит ночью, а не в дневное время, как в игре, делает сцену более пугающей. В значительной степени она самостоятельно распланировала эту сцену, пока съёмочная группа работала над эпизодом «Через долину». Мэйзин намеренно добавил отсылки к любви Элли к космосу ещё в первом сезоне (например, упоминание Салли Райд в «Родне»), чтобы подготовить почву для второго сезона; в «Дне первом» в разговоре с Диной она упоминает о судьбе астронавтов миссии «Аполлон-1».:16:14
Сцены в Капитолийском холме были адаптированы из игры,:16:14 хотя они были необязательными; Дракманну было интересно узнать, какие сцены Мэйзин захочет включить в сериал.:18:22 Особенно важной они сочли сцену в музыкальном магазине,:4:18 а Херрон назвала её одной из своих любимых сцен в игре.:5:41 Исполнение Элли песни «Take On Me» соответствует сцене из игры. Во время съёмок Дракманн отправил отрывок с песней гитаристу группы A-ha Полу Воктор-Савою, и он был тронут.:19:08 Мэйзин считал, что включение песни было оправдано событиями в повествовании, поскольку Дина влюбляется в Элли, когда она исполняет эту песню.:19:36 Херрон сочла эту сцену одной из самых пугающих для съёмок, а Мэйзин нервничал, так как он считал её одной из самых значимых для многих людей. Он думал, что сцена в чём-то была похожа на сцену из игры, но при этом оставалась уникальной в других аспектах, например, в контексте отношений Элли и Дины; к моменту появления этой сцены в игре они уже были парой.:21:16 Съёмки стали первым днём Дракманна на съёмочной площадке в этом сезоне, когда он показал гитаристу Pearl Jam Майку Маккриди съёмочную площадку.:23:29 По мнению Херрон, исполнение песни своему любовному интересу делает сцену понятной для зрителей. Она сняла несколько разных дублей, в том числе те, где Элли избегает зрительного контакта, а Дина была «по-настоящему увлечена песней», чтобы во время монтажа можно было выбрать лучшую версию. Мэйзин одобрил просьбу Херрон добавить гусеницу на заднем плане, что, по мнению Херрон, отражало его готовность к сотрудничеству. Беллу Рамзи, которая исполняет роль Элли, попросили сделать её исполнение менее выразительным, чтобы Элли звучала как обычная гитаристка, а не как опытная, как Рамзи.
Замена спор в сериале — переносчика инфекции в играх — на усики побудила Мэйзина изменить сцену, где Элли раскрывает Дине правду о своём иммунитете, во что Дина поверит позже. Мэйзин посчитал эту сцену приятным упражнением в написании сценарии и актёрском мастерстве, сравнив её с обезвреживанием бомбы.:35:22 Херрон было сложно балансировать уровнем доверия обоих персонажей, из-за чего потребовалось снять несколько дублей. Решение Элли изолировать себя от Дины, чтобы доказать, что у неё иммунитет, было основано на аналогичном обращении Джоэла и Тесс с Элли в «Заражённых».:37:43 Херрон хотела сохранять напряжение в этой сцене вплоть до момента поцелуя между Элли и Диной, чтобы он чувствовался заслуженным и «как облегчение, но в то же время и как сюрприз». Их сцена секса в игре была другой, и она происходила гораздо раньше в Джексоне, поэтому решение сценаристов перенести её в Сиэтл повлекло за собой несколько других изменений в предыдущих эпизодах.:39:43 Херрон задавалась вопросом, примут ли фанаты игры это изменение, но она лично оценила это, посчитав его более значимым и логичным, учитывая эпизодический характер сериала. Во время съёмок присутствовала координатор интимных сцен Кэти Кэдлер. Мэйзин чувствовал, что более тревожное положение с правами ЛГБТК+ в 2003 году — в год, когда началась вспышка грибка — означало, что Дина больше боялась открыться Элли.:39:43 Херрон, которая сама раскрыла себя как бисексуалку в возрасте около 30 лет, посчитала каминг-аут Дины «очень понятным и красивым» и хотела достоверно изобразить его, надеясь, что зрители поймут, что они не одиноки. Она считала отношения Элли и Дины близкими каждому человек, особенно учитывая их взаимную нерешительность.

### Подбор актёров и персонажи
Изабела Мерсед, которая исполняет роль Дины, изначально не планировала, чтобы её персонаж проявлял эмоции во время сцены в музыкальном магазине, но она расплакалась из-за того, что она посчитала декорации прекрасными, и из-за «ангельского чистого» голоса Рамзи; даже когда режиссёр попросила её не плакать, Мерсед было трудно сохранять самообладание. Она чувствовала, что Дина была эмоциональна из-за своей любви к Элли и Джоэлу, а также из-за страха перед беременностью и из-за того, что влюбилась в Элли. Будучи квиром, Мерсед понимала нерешительность Дины совершить каминг-аут. Она приписала подлинность сцены Хэлли Гросс за её работу как над игрой, так и над сериалом. Мерсед и Рамзи импровизировали некоторые моменты, исходя из того, что им самим было комфортно делать друг с другом, например, добавили несколько дополнительных поцелуев между персонажами. Художника по костюмам Энн Фоули привлекла куртка от бренда «Aviator Nation», которую носит Дина, «из-за её атмосферы начала 2000-х годов», и чувствовала, что она соответствует яркой личности персонажа. Она обнаружила куртку в самом начале производства и подробно о ней рассказала Мэйзину и Дракманну.
Мерсед хотела, чтобы зрители поверили, что Дина «потенциально могла выстрелить Элли в лицо» и испытывала внутренние противоречия по этому поводу. Она обнаружила, что эту сцену было сложно снимать из-за дождливой погоды и веса пистолета, но считала, что именно это внесло вклад в правдоподобность сцены. Она «отправилась в действительно мрачное место», чтобы понять внутренний конфликт Дины. Мерсед оценила уникальность этой сцены — в играх всё происходило иначе — и обнаружила, что она похожа на сцены Элли и Райли в эпизоде «Оставшиеся позади» из первого сезона. Она нервничала из-за «эмоционально насыщенной» сцены, где Дина раскрывает свою беременность, но чувствовала себя уверенней из-за операторской работы, благодаря которой лицо Дины было в основном скрыто. По её мнению, это дало ей возможность «взбодриться и просто чувствовать беспокойство». Что касается решения Дины остаться в Сиэтле несмотря на беременность, Мерсед думала о своей собственной матери, размышляя, что «если бы она могла каким-то образом обеспечить безопасность другим людям, себе и своему ребёнку, её бы ничто не остановило».
24 мая 2024 года было объявлено, что Джеффри Райт получил роль Айзека; он вновь исполняет свою роль из The Last of Us Part II, став вторым актёром, вернувшимся к своей роли из игры после Мерл Дэндридж, которая исполняла роль Марлин. Дракманн счёл выбор Райта логичным, поскольку он подходит по возрасту и внешности на роль Айзека.:1:43 Херрон хотела поддержать роль Райта, а не диктовать её, осознавая, что он был лучше знаком с персонажем. Сериал раскрывает больше деталей биографии Айзека, чем игра, поскольку сценаристы не были зависимы от точек зрения игровых персонажей.:5:32 Мэйзина интересовала идея о том, что у таких персонажей, как Айзек, была обычная жизнь до апокалипсиса, несмотря на их хаотичное поведение в настоящем, и это побудило его включить речь Айзека о его любви готовить во время его свиданий.:7:02 Райт не верил, что Айзек предал FEDRA, а, скорее, агентство предало его, отказавшись соблюдать этические нормы.:1:16 5 марта 2025 года было объявлено, что Аланна Убак и Бен Алерс получили соответствующие роли Ханрахан и Бёртона.
Джош Пек, исполнивший роль Яновица, ранее упоминался в разговорах о кастинге в сериал. После того, как прошёл прослушивание, он посмотрел первый сезон, что позволило ему почувствовать себя подготовленным после прочтения своей сцены. Он прочитал монолог Яновица для своего прослушивания и счёл его более интересным, чем типичные реплики для прослушиваний. Примерно через 2-3 недели после этого Пек получил роль и начал сниматься в следующем месяце. Он считал, что подбор актёров был «основан на вкусе и внешнем виде», отметив, что эту роль могли бы исполнить много других актёров. Херрон сочла его «лучшим кандидатом» на эту роль и сравнила её с ролью Дрю Бэрримор в начале фильма «Крик» (1996). Пек чувствовал, что смог найти связь с Яновицем благодаря его энтузиазму пересказывать любимую историю своим друзьям, и думал, что исключение дополнительного контекста в виде постапокалиптического мира позволило ему очеловечить персонажа. Пек снимался в течение двух дней: один день — на улице Ванкувера, второй — на звукозаписывающей студии. Стены транспортного средства FEDRA были спроектированы таким образом, чтобы их можно было убирать, чтобы обеспечить лучшие ракурсы для съёмки. Назначение Пека на роль не было объявлено до выхода эпизода в эфир, что удивило многих журналистов, которые назвали его появление камео.

### Съёмки
Производство эпизода началось примерно в апреле 2024 года. Оператором-постановщиком была Кэтрин Голдшмидт. Сцена в музыкальном магазине была первым днём съёмок для Херрон. Декорации были спроектированы и освещены так же, как в играх; Голдшмидт хотела, чтобы они казались «по-настоящему красивыми, по-настоящему романтичными». Херрон хотела сосредоточиться на мелких деталях, описанных в сценарии, таких как детали в декорациях магазина. Она сочла важным запечатлеть виды Сиэтла, вспомнив, насколько её впечатлила эта зона в игре. Подготовительные работы к производству начались в Нанаймо 22 апреля, а с 29 апреля были перекрыты дороги вокруг Diana Krall Plaza. Съёмки проходили 4 мая в районе Ванкувера Даунтаун-Истсайд — который выступил в качестве «дублёра» Сиэтла — с участием солдат и военной техники и 11 мая с участием Рамзи и Мерсед верхом на лошади; производство была запланировано поздно, и некоторые предприятия были уведомлены об этом за четыре дня до производства.
С 13 по 14 мая было отснято около шести минут видеоматериала, где Рамзи и Мерсед ехали верхом на лошади в Капитолийском холме. Грин-отдел преобразил всю улицу, что, по мнению Голдшмидт, придало сцене реалистичность. Лошадь по имени Джазвей, использованная во время производства, ранее снималась в телесериале «Сотня» (2014—2020) и фильме «Мир юрского периода: Господство» (2022). Несколько предприятий были закрыты во время съёмок и получили компенсацию от производства, а в некоторых близлежащих предприятиях наблюдалось увеличение числа покупателей и онлайн-трафика. Съёмочная группа покинула Нанаймо к 31 мая, и город должен был быть награждён за участие в сериале. Съёмки проходили в Китайском квартале Ванкувера 8 июля, с участием Рамзи, Мерсед и вымышленных Серафитов в воссозданном Сиэтле.
Сцена в метро была снята на территории бывшей бумажной фабрики, которую нашли Макоули и менеджер по местам съёмок Николь Шартран; её железнодорожные пути использовались для транспортировки продуктов. Макоули и его команда преобразовали это место в туннель метро, в том числе добавив туда настоящие железнодорожные вагоны;:30:23 шесть вагонов SkyTrain марки Mark I были приобретены у TransLink в начале 2024 года и переименованы, чтобы они представляли Сиэтл. Во время подготовки к производству каскадёры осматривали вагоны поездов, чтобы спланировать свои движения. Херрон тщательно спланировала сцену вместе с Голдшмидт, особенно учитывая напряжённую работу каскадёров. Супервайзер спецэффектов Джоэл Уист добавил гидравлические рычаги, чтобы раскачивать вагоны поезда во время съёмок сцены.:31:16 Эта сцена рассматривалась скорее как отсылка к игре, чем как прямое подражание ей. Это стало результатом нескольких совещаний по каждому элементу, включая грим и безопасность; Мэйзин посчитал, что эту сцену было опасно снимать, ссылаясь на то, что операторская установка удерживала их в воздухе.:33:22
Красное освещение метро было адаптировано из игры, и оно было разработано арт-директором Джоном Суини, чтобы обозначить опасность для игрока;:31:52 Мэйзин и Херрон считали важным включить это освещение и никогда не рассматривали возможность исключить его. Для тестирования были использованы настоящие сигнальные огни, а также несколько инструментов, имитирующих их освещение. Следуя указаниям Мэйзина, Голдщмидт хотела, чтобы сцена «балансировала между невозможностью увидеть слишком много и возможностью увидеть достаточно», и чтобы мысль о ещё большем количестве заражённых усиливала их угрозу. Команда по визуальным эффектам увеличила численность орды,:8:40 хотя Голдшмидт чувствовала, что интенсивность была достигнута за счёт освещения и темноты, а не за счёт численности. Херрон попросила добавить в сцену скример с участием щелкуна, протестировав его на пре-продакшене с художником по превизуализации, и Мэйзин одобрил эту идею. Она хотела передать напряжённое настроение сцены из игры. Мерсед чувствовала, что во время этой сцены она больше всего сблизилась с Рамзи из-за узкости пространства и напряжённости. Она вспоминала, что декорации «пахли дерьмом», поскольку навоз, использовавшийся для украшения «грязи», вовремя не был достаточно подготовлен.

## Реакция

### Показ и рейтинги
Премьера эпизода состоялась на канале HBO 4 мая 2025. На линейном телевидении эпизод посмотрели 774 000 зрителей, а его рейтинг составляет 0,20.

### Реакция критиков
«День первый» получил рейтинг 100% на сайте Rotten Tomatoes на основании 19 отзывов. Саймон Карди из IGN и Кеннет Шепард из Kotaku назвали этот эпизод лучшим в сезоне на сегодняшний день. Обозреватели высоко оценили способность Херрон показывать экшн-сцены и более спокойные моменты с персонажами; Кэролайн Сиде из The A.V. Club высоко оценила её способность добиваться от актёров ярких выступлений. Сцена погони удостоилась похвалы за её напряжённость и зловещее красное освещение; Алекс Уэлш из TheWrap назвал её лучшей экшн-сценой в сезоне и, возможно, во всём сериале, а Брэйди Лэнгманн из «Esquire» назвал её «одним из лучших моментов адаптации видеоигр, которые я когда-либо видел». Алан Сепинуолл из «Rolling Stone» посчитал сцену более напряжённой, чем экшн во втором эпизоде, из-за того, что в ней основное внимание уделяется основным персонажам. Некоторые критики высоко оценили операторскую работу и освещение сцены в музыкальном магазине; Карди из IGN назвала это «воплощением надежды, растущей из всей этой разрухи».
Критики высоко оценили игру Райта за его завораживающую и угрожающую натуру, будучи сразу же привлечёнными его зловещим шармом. Кэти Долл из Comic Book Resources почувствовала, что он «забрал всю сцену себе», особенно благодаря своему спокойному и властному присутствию во время сцены допроса, а Уэлш из TheWrap заподозрил, что таланты Райта были представлены, чтобы компенсировать уход Педро Паскаля. Сепинуолл из «Rolling Stone» наслаждался игрой Райта, но он счёл его персонажа «крайне типичным злодеем», особенно в его монологе. Бен Трэверс из IndieWire отметил, что использование Айзеком кухонных принадлежностей в качестве орудия пыток отражает повторяющуюся тему сериала: превращение «жеста любви… в оружие ненависти». Несколько обозревателей высоко оценили выступление Мерсед; Сиде из The A.V. Club отметила, что её реакция на песню Элли «отчасти захватила моё дыхание» и продемонстрировала более глубокую связь с героиней, а Сара Нетцли из «Entertainment Weekly» написала, что она «передала каждую [эмоцию] с тонким нюансом, который никогда не затмевал обычную жизнерадостность Дины». Исполнение Рамзи песни «Take On Me» получило высокую оценку за сдержанность. Сиде из The A.V. Club назвала Пека «хорошо использованным» в его роли, хотя Лэнгманн из «Esquire» счёл его появление отвлекающим.
Росс Бонейм из Collider похвалил сценарий Мэйзин за баланс между красотой и ужасом, особенно в сценах музыкального магазина и допроса соответственно. Карди из IGN почувствовал, что музыкальное исполнение Элли «необязательный момент с персонажем из игры в момент, который кажется таким важным для шоу», а Лорен Пакетт-Поуп из «Elle» посчитала его мощным моментом умиротворения, хотя ей больше нравилась версия из игры. Сепинуолл из «Rolling Stone» счёл, что сериал является наиболее ярким, когда в нём основное внимание уделяется Элли и Дине, а Нетцли из «Entertainment Weekly» посчитала, что их откровения об иммунитете и беременности были более эмоциональными, чем в игре. И наоборот, Уэлш из TheWrap написал, что сцена каминг-аута Дины «несёт в себе серьёзные нотки подростковой романтики», и отметил, что её настойчивое желание съесть вяленую говядину, чтобы скрыть запах изо рта утром, «похоже на тот ритм, который… Мэйзин намеревается сделать милым, но вместо этого он получается неловким». Несколько обозревателей сочли сцену допроса одной из сильнейших в сезоне, особенно из-за того, что она проливает свет на поведение Айзека, хотя Сиде из The A.V. Club посчитала, что она была вторична другим работам про апокалипсис, а Шепард из Kotaku посчитал, что кадры с Бёртом были слишком навязчивыми в разъяснении зрителям эффекта сцены.